# Linguaggio ricorsivamente enumerabile
Un insieme A è detto ricorsivamente enumerabile quando esiste una funzione di enumerazione f di cui A è il codominio.
Essendoci una corrispondenza biunivoca tra l'insieme delle funzioni calcolabili e l'insieme dei programmi in un qualsiasi linguaggio di programmazione, un insieme è quindi ricorsivamente enumerabile se è possibile generare i suoi elementi attraverso un programma per calcolatore (per la tesi di Church-Turing è indifferente il linguaggio di programmazione scelto). Un insieme ricorsivamente enumerabile è anche detto semidecidibile in quanto è possibile stabilire (in un tempo non quantificabile) se un elemento generico appartiene ad A, ma non è possibile stabilire la non appartenenza di un elemento.

## Esempio
Senza perdita di generalità limitiamoci a considerare l'insieme delle funzioni computabili unarie e aventi come dominio e codominio l'insieme dei numeri naturali. Prendiamo in considerazione il linguaggio di programmazione Pascal.
L'insieme
A = { x | x è un numero pari }
È ricorsivamente enumerabile in quanto è possibile definire il seguente programma (e la corrispondente funzione).
```
 var a : integer;
 begin 
     read(a);
     if a mod 2 = 0 then
         write(a)
     else
         write("2");
 end.
```

Il programma precedente dato in input un valore intero maggiore o uguale a 0 restituisce sempre un elemento di A (si assume che non ci siano limiti fisici per la rappresentazione delle variabili intere, in questo caso, cioè, integer corrisponde all'insieme dei numeri naturali, da 0 a più infinito).